# بيبي السالم الصباح
الشيخة بيبي سالم المبارك الصباح، والدة أمير الكويت الثالث عشر الشيخ جابر الأحمد الصباح. هي ابنة حاكم الكويت التاسع الشيخ سالم المبارك الصباح من زوجته الشيخة مريم الجراح بن صباح الصباح، والأخت الشقيقة لأمير الكويت الحادي عشر عبد الله السالم الصباح. توفيت والدتها وهي صغيرة فتولت جدتها لأمها لطيفة الثاقب زوجة الشيخ جراح بن صباح الصباح تربيتها مع أخويها الشيخ عبد الله والشيخ فهد.

## أسرتها
تزوجت من أمير الكويت العاشر الشيخ أحمد الجابر الصباح وهو ابن عمها، وأنجبا:
- الشيخة بدرية.
- الشيخ جابر (أمير الكويت الثالث عشر).